# Stærk tobak (sang)
 For alternative betydninger, se Stærk tobak (album).
"Stærk tobak" er en rocksang af den danske pop/rockgruppe Shu-bi-dua fra 1973. Det var gruppens anden single, og er baseret på "Twist and Shout". Nummeret blev et hit og toppede som nummer otte på singlehitlisten.

## Baggrund
"Stærk tobak" er baseret på The Beatles' version af sangen "Twist and Shout" fra 1963, som oprindeligt var blevet skrevet af Phil Medley and Bert Berns i 1961. Shu-bi-duas udgave er en dansk undersættelse, som gruppen praktiserede i sin spæde start.
Bandet skrev sangen i september 1973 i Paul Meyendorffs lejlighed, og da de havde succes med skrivearbejdet skrev de også teksten til "Rap jul" i samme ombæring. Teksten omhandler hash, på trods af at bandet ikke selv røg det. Efter de havde skrevet sangen ringede de deres producer op kl 02:00 om natten og sang den for ham over telefonen.

## Udgivelse
"Stærk tobak" blev udgivet i november 1973. Singlens B-side, "Laila", var baseret på en sang skrevet af José Feliciano.
Kort efter udsendte gruppen singlen "Rap jul", på trods af at bandets producer, Per Stan, havde sagt, at "Man kan ikke udsende to singler så tæt på hinanden", da det ville ødelægge salget. Gruppen fik dog overtalt ham, da de pointerede at "Rap jul" jo var en julemelodi.
Nummeret er efterfølgende blevet udgivet på en lang række af gruppens opsamlings- og livealbums.

## Spor
- "Stærk Tobak" - 3:15
- "Laila" - 2:15

## Medvirkende
- Michael Bundesen: Sang
- Michael Hardinger: Guitar, kor
- Bosse Hall Christensen: trommer
- Jens Tage Nielsen: Klaver, Orgel, el-orgel, Vokal
- Paul Meyendorff: Guitar, Vokal
- Niels Grønbech: Bas

## Modtagelse
Selvom gruppens producer ikke mente, at man kunne udsende to singler så tæt på hinanden, som Shu-bi-dua gjorde, så nåede "Stærk tobak" alligevel ottendepladsen på Tipparaden, og den var på listen i fire uger. Den var også på Top20/30, som den kombinerede album- og singlehitliste hed. Her toppede nummeret ligeledes som nummer 8, og den var på listen i 10 uger.
"Rap jul", der blev udsendt kort efter, nåede fjerdepladsen på singlehitlisten ugen inden jul.